# William "Dick" Price Stadium
O William "Dick" Price Stadium é um estádio localizado em Norfolk, Virgínia, Estados Unidos, possui capacidade total para 30.000 pessoas, é a casa do time de futebol americano universitário Norfolk State Spartans football da Universidade Estadual de Norfolk. O estádio foi inaugurado em 1997, o nome é em homenagem ao ex-técnico Dick Price.